# Wilhelm Nast

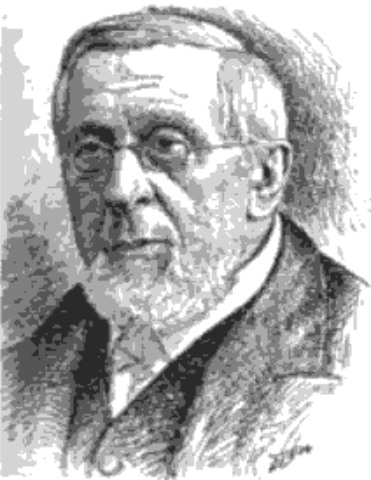
Wilhelm Nast

Wilhelm (William) Nast (* 15. Juni 1807 in Stuttgart; † 16. Mai 1899 in Cincinnati) war ein deutschstämmiger religiöser Führer und Herausgeber in den USA. Er gründete die German Methodist Church der Vereinigten Staaten und war der Großvater von Condé Montrose Nast, dem Gründer des heute weltweit agierenden Condé Nast-Verlags, der unter anderem die Frauenzeitschrift Vogue herausgibt.

## Biografie
Nast wurde an der Universität Tübingen theologisch ausgebildet, bevorzugte jedoch literarische und journalistische Tätigkeiten. Nast emigrierte 1828 in die USA, lehrte an der United States Military Academy und wurde anschließend Professor am Kenyon College in Ohio. Er schloss sich 1835 der Methodist Episcopal Church an, erhielt die Erlaubnis zum Predigen und wurde auf der Konferenz dieses Gremiums 1837 mit der Gründung einer deutschen Mission in Cincinnati, Ohio, beauftragt. Er erwies sich dabei als so erfolgreich, dass im Laufe von 20 Jahren in fast allen Staaten der Union sowie in verschiedenen Teilen Deutschlands, Norwegens und Schwedens deutsche methodistische Kirchen gegründet wurden. Darüber hinaus war Nast der erste Präsident des German Wallace College, das schließlich zur Baldwin Wallace University wurde. Er starb im 92. Lebensjahr 1899.
Nach 1859 gab er die deutschsprachigen Publikationen der methodistischen Kirche heraus und leitete nach 1840 den Christlichen Apologen. Er übersetzte eine große Anzahl religiöser Werke ins Deutsche und war Autor der Christlichen Meditationen (Cincinnati, Ohio, 1858), ein Kommentar zum Neuen Testament in deutscher Sprache (1860), der Gospel Records (1866), der Christlichen Betrachtungen (1866) und von Das Christenthum und seine Gegensätze (1883).

## Werke
- A commentary on the Gospels of Matthew and Mark
- Encyclopedia Americana, 1948
- Kritisch-praktischer Commentar über das Neue Testament für die Bedürfnisse unserer Zeit: nach den neueren exegetischen Werken deutscher und englischer Theologen.
- Philosophie des Erlösungsplanes, 1858?
- R. J. Wurst's Deutsche Sprachdenklehre.
- The Gospel records: their genuineness, authenticity, historic verity, and inspiration, with some preliminary remarks on the Gospel history.
- Was ist und will der methodismus?, Cincinnati, L. Swormstedt & A. Poe, 1853 (Deutsch, pdf)